# Casa Grande (Córdoba)
Casa Grande es una localidad situada en el departamento Punilla, provincia de Córdoba, Argentina.
La distancia entre la comuna y la capital provincial es de 75 km por la Ruta Nacional 38.  Al ser una localidad totalmente serrana la principal fuente de ingresos son los turistas que vienen a la zona atraídos por el paisaje natural y saludable.
Esta localidad cuenta con una oferta educativa pública: la escuela rural General San Martín de nivel primario, y un jardín de infantes con el mismo nombre; como también un CENMA para adultos que funciona a contraturno en el mismo edificio.

## Historia
Los orígenes de Casa Grande datan del siglo XVIII, cuando la Iglesia católica manda construir una capilla cabecera del por entonces denominado Camino Real

## Toponimia
Casa Grande debe su nombre a que al ser una zona de paso de los viajeros que venían del Alto Perú. Se había erigido una gran posta en la cual paraban a descansar y cambiar caballos.

## Geografía

### Población
Cuenta con 1404 habitantes (Indec, 2022), lo que representa un incremento del 52% frente a los 672 habitantes (Indec, 2010) del censo anterior. Forma parte del aglomerado urbano denominado La Falda - Huerta Grande - Valle Hermoso que cuenta con una población total de 35,821 habitantes (Indec, 2010)
| Gráfica de evolución demográfica de Casa Grande entre 1991 y 2022 |
|                                                                   |
| Fuente: Censos nacionales del INDEC                               |

### Fauna
En cuanto a fauna la zona de Casa Grande y sus alrededores posee una gran cantidad de pájaros, como son el benteveo, el zorzal, tordos, curucuchas, martín pescador, tijereta, jilguero y una gran cantidad de aves pequeñas, también en las zonas más alejadas de la urbanización se encuentran perdices silvestres. También pueden observarse liebres en las cercanías y en los ríos mojarras, bagres y viejas del agua (una subespecie del pez gato).
Dentro de Villa Giardina, se han visualizado condorcitos.

### Sismicidad
La región posee sismicidad media; y sus últimas expresiones se produjeron
- 16 de enero de 1947 (78 años), a las 2.37 UTC-3, con una magnitud aproximadamente de 5,5 en la escala de Richter (terremoto de Córdoba de 1947)[1]
- 28 de marzo de 1955 (70 años), a las 6.20 UTC-3 con 6,9 Richter: además de la gravedad física del fenómeno se unió el desconocimiento absoluto de la población a estos eventos recurrentes (terremoto de Villa Giardino de 1955)
- 7 de septiembre de 2004 (20 años), a las 8.53 UTC-3 con 4,1 Richter
- 25 de diciembre de 2009 (15 años), a las 21.42 UTC-3 con 4,0 Richter

La Defensa Civil municipal debe realizar anualmente simulacro de sismo; y advertir con abundante señalética sobre escuchar - obedecer acerca de 
Área de
- Media sismicidad con 5,5 Richter, hace 78 años, otro de mayor cimbronazo hace 70 años por el terremoto de Villa Giardino de 1955 con 6,9 Richter

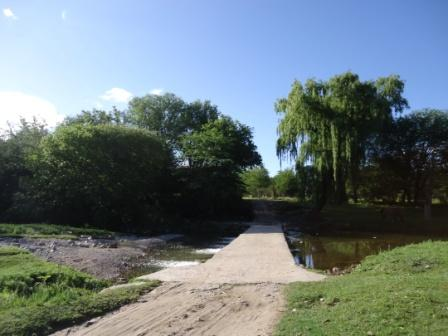
Camino de la comuna que cruza el Río San Francisco

## Comercio
Casa grande, cuenta como atractivos sobresalientes, al Zoológico Tatú Carreta, sobre Ruta 38 km 46,  Esta zona, posee las vistas más Bellas del Valle. Así mismo, posee reservas de agua, en napas subterráneas, y vertientes naturales.

## Transporte
La localidad no cuenta con estación terminal de autobuses, pero sí con varias paradas a lo largo de la ruta nacional 38; La principal de ellas se encuentra ubicada en el centro de la comuna, enfrente de la auntigua estación de ferrocarril.
Se abona el pasaje arriba de la unidad.
| Autobuses             | Autobuses                              | Autobuses |
| empresa               | línea                                  | destinos |
| --------------------- | -------------------------------------- | --- |
| Cooperativa La Calera | Córdoba-La Falda por E55               | Córdoba, La Calera, San Roque, Bialet Massé, Sta. María De Punilla, Cosquín, Valle Hermoso, La Falda. |
| Cooperativa La Calera | Córdoba-La Falda por variante          | Córdoba, San Roque, Bialet Massé, Santa María De Punilla, Cosquín, Valle Hermoso, La Falda. |
| Empresa Sarmiento     | Córdoba-Cruz Del Eje por San Roque     | Córdoba, San Roque, Bialet Massé, Sta. María De Punilla, Cosquín, Valle Hermoso, La Falda, La Cumbre, Los Cocos, Capilla Del Monte, San Marcos Sierras, Cruz Del Eje.                                                                                              |
| Empresa Sarmiento     | Córdoba-Cruz Del Eje por Ruta 20       | Córdoba, Villa Carlos Paz, Va. Santa Cruz Del Lago, Parque Síquiman, Bialet Massé, Sta. María De Punilla, Cosquín, Valle Hermoso, La Falda, La Cumbre, Capilla Del Monte, Cruz Del Eje.                                                                            |
| Empresa Sarmiento     | Córdoba-Villa Dolores por Cruz Del Eje | Córdoba, Villa Carlos Paz, Va. Sta. Cruz Del Lago, Parque Síquiman, Bialet Massé, Sta. M. De Punilla, Cosquín, Valle Hermoso, La Falda, La Cumbre, Capilla Del Monte, Cruz Del Eje, Va. De Soto, San Carlos Minas, Cura Brochero, Mina Clavero, Nono, Va. Dolores. |
| Empresa Sarmiento     | Alta Gracia-Capilla Del Monte          | Alta Gracia, Falda del Cañete, Falda del Carmen, San Nicolás, Va. Carlos Paz, Va. Sta. Cruz Del Lago, Bialet Massé, Sta. María de Punilla, Cosquín, Valle Hermoso, La Falda, Villa Giardino, La Cumbre, Los Cocos, Capilla del Monte.                              |
| Empresa Lumasa        | Córdoba-La Falda                       | Córdoba, Villa Carlos Paz, Va. Santa Cruz Del Lago, Parque Síquiman, Bialet Massé, Sta. María De Punilla, Cosquín, Valle Hermoso, La Falda. |
| Empresa Ersa          | Córdoba-Cruz Del Eje                   | Córdoba, Villa Carlos Paz, Va. Santa Cruz Del Lago, Parque Síquiman, Bialet Massé, Cosquín, Valle Hermoso, La Falda, La Cumbre, Los Cocos, Capilla del Monte, Cruz del Eje.                                                                                        |